# حرية التعليم

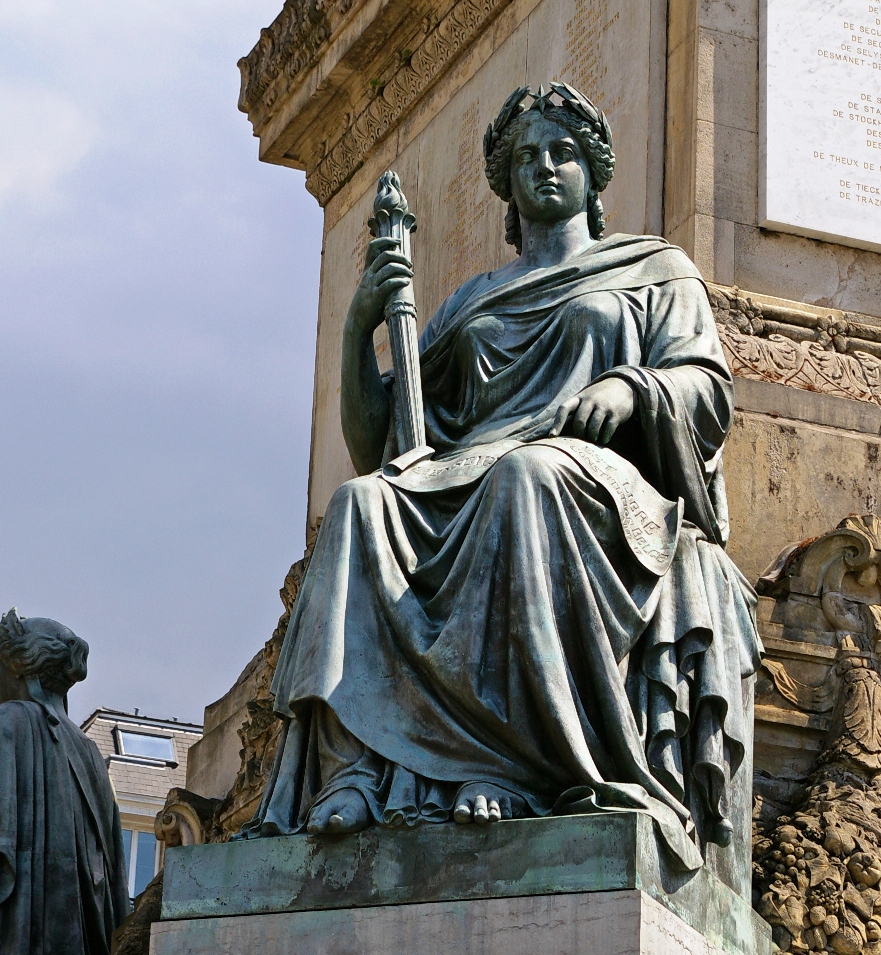

حرية التعليم هي حق الآباء والأمهات بأن يتلقى أطفالهم تعليمهم وفقًا لمعتقداتهم سواء كانت دينية أم غير ذلك، ما يجعل الأشخاص قادرين على تعليم أطفالهم دون أن يؤثر قانون الدولة على معتقداتهم.
حرية التعليم مفهوم دستوري (قانوني) أُدرِج في الاتفاقية الأوروبية لحقوق الإنسان، إذ ضُمِّن في بروتوكولها الأول ومادتها الثانية، وفي المادة (13) من العهد الدولي الخاص بالحقوق الاقتصادية والاجتماعية والثقافية، بالإضافة إلى العديد من الدساتير الوطنية، على سبيل المثال الدستور البلجيكي (المادة 17 سابقًا، والمادة 24حاليًا) والدستور الهولندي (المادة 23).

الفيلسوف الليبرالي الإنجليزي جون ستيوارت مل كان مناصرًا بشدة لفصل التعليم عن الدولة. في مقالته (عن الحرية)، كتب قائلًا:
لا توجد اعتراضات ليبرالية على جعل الدولة تعليم الأطفال إلزاميًا. على أي حال، هناك اعتراضات على تقديم التعليم وإدارته من قبل الدولة. أنا أذهب أبعد من أي شخص في استنكار أن كل التعليم أو جزءًا كبيرًا منه يجب أن يكون في أيدي الحكومة.
الحرية الفردية، والتنوع في شخصيات الناس وآرائهم وقواعد سلوكهم، يتطلبان الحرية والتنوع في التعليم -وأي نظام عام للتعليم عن طريق الدولة سوف يكون وسيلة لقولبة الناس جميعًا بنفس الهيئة. تعليمٌ يهدف إلى تطبيع آراء السلطة الحاكمة -سواء كانت هذه السلطة ملكية، كهنوتية، أرستقراطية- أو أغلبية الجيل الحالي في البلاد. كلما كان تعليم الدولة أكثر كفاءةً ونجاحًا، زاد استبداد الدولة واستحواذها على عقول الناس وأجسادهم. إن كان لا بد للمجتمعات من السماح للمدارس الحكومية والجامعات بالعمل، فيجب أن تكون هذه المؤسسات واحدة فقط من بين العديد من الأشكال والتجارب المتنافسة في التعليم. قد تنشئها الحكومة ببساطة لتقديم نماذج أو أمثلة حول كيفية تحقيق معايير معينة من التميز التعليمي».

## أوروبا
أُنشئ المنتدى الأوروبي لحرية التعليم في عام 1989 ويضم 69 عضوًا من 13 دولة. وتشمل مطالبهم الرسمية لفت النظر إلى أهمية إعطاء الطلاب والمعلمين حرية تنظيم عملهم ذاتيًا. أيضًا يركز على أهمية التنوع في التعليم، للسماح للآباء باختيار إرسال أطفالهم إلى مدرسة تتماشى مع آرائهم.

### هولندا
في هولندا، اندلعت معركة سياسية طوال القرن التاسع عشر حول مسألة احتكار الدولة للتعليم المجاني. كانت معارضتها تحت شعار «حرية التعليم» وفصل الكنيسة عن الدولة. أطلق عليها الهولنديون "De Schoolstrijd" (معركة المدارس). كان الحل الهولندي هو الفصل بين المدرسة والدولة من خلال تمويل جميع المدارس بالتساوي، العامة والخاصة منها على حد سواء بدايةً من عام 1917. أسفرت حرية التعليم عن إنشاء العديد من أنواع المدارس الجديدة في مجال التعليم بشكل عام في هولندا. أُدخِلت أساليب جديدة للتعليم مستوحاة من المثل العليا في التعليم (مثل تلك التي جاءت بها ماريا مونتيسوري ورودولف شتاينر وجينابلان). موِّلت المدارس على أساس الدين. بعد تدفق العمال من الدول الإسلامية، أُدخلت المدارس الإسلامية. في عام 2003، كان في هولندا 35 مدرسة إسلامية عاملة. على أي حال، أظهرت دراسة في عام 2015 أن إدخال مدارس جديدة للتعليم الثانوي يبدو أمرًا صعبًا. قاومت المجتمعات المحلية، بما في ذلك المدارس المحلية القائمة إدخال مدارس جديدة، على سبيل المثال عن طريق تأخير إجراءات البحث عن موقع للمدارس الجديدة.
في الوقت الحالي، تعد حرية تدريس الدين في المدارس حقًا محفوظًا، سواء بالنسبة للأفراد أو الجماعات في مجال التدريس، وللأفراد في مجال التعلم. في حين أن هذا يعني بوضوح أن الأطفال هم المقصودون به، إلا أنه يمكن تفسيره على أنه ينطبق على حقوق الوالدين في تعليم معتقداتهم أو مبادئهم التي يعتنقونها للطفل.
كانت هناك مشاكل حول الحد من قدرات المدارس الدينية داخل هولندا. ويشمل ذلك تهديدات خطيرة لقدرة المدارس اليهودية الأرثوذكسية والإسلامية على التمتع بهذه الحرية. في أعقاب تغير عام في المواقف داخل هولندا، كان هناك جدل حول الموازنة بين حرية التعليم والحقوق الأخرى المتعلقة بعدم التعرض التمييز الموجودة، وخاصة تجاه النساء في العديد من المدارس الإسلامية المحافظة.
منذ ذلك الحين توقفت معظم المدارس الدينية في هولندا عن العمل ضمن مجموعة فرعية من المؤسسات، ما قلل من قوة نظامها التعليمي. زيادة التنوع في المجتمع الهولندي، بالإضافة إلى الأهمية القصوى لعدم التمييز، فإن قدرة الجماعات الدينية ذات الآراء المحافظة في هولندا على تعليم أبنائها بالطريقة ذاتها التي تلقوا بها تعليمهم قد قلت كثيرًا.

### الوضع في أوروبا (2013)
صنفت دراسة أجرتها جامعة أمستردام عام 2013 ست دول أعضاء على أساس تعليمها الموازي (قدرتهم اختياريًا على إنشاء طائفة دينية يمكن مساعدتها أو إعاقتها التمويل من خلال التمويل) لإعطاء مؤشر عن حرية الجماعات والأفراد في غرس معتقداتهم الدينية من خلال التعليم. جاءت نتائجها كما يلي:

#### الدنمارك
حققت الدنمارك درجة عالية. الدستور الدنماركي يشمل إلزامية التعليم، ولكنه لا يحصره من خلال المدرسة. وهذا يتيح خيارًا للتعليم الخاص أو التعليم في المنزل. تتلقى المدارس الخاصة إعانة تغطي حوالي ثلاثة أرباع التكاليف. على مدى السنوات العشر الماضية، رفعت الدنمارك مستوى إشرافها على هذه المدارس وألزمتها بتنظيم عملها.

#### هولندا
حققت هولندا درجة عالية. المدارس الدينية في هولندا تنضوي تحت نطاق التعليم الخاص وتُموّل بشكل متساوٍ للمدارس الحكومية وتخضع لنفس اللوائح. أكثر من نصف المدارس الهولندية تأسست على أساس ديني. يحمي الدستور الهولندي (المادة 23) حرية التعليم ويهدف إلى إلزام الحكومة بمعاملة المدارس الخاصة والمدارس الحكومية بشكلٍ. نتيجة لاحتياج المدارس الخاصة إلى توظيف معلمين معينين، فإنها قد تختار معلميها أو تلاميذها بناءً على معتقداتهم أو قيمهم الروحية.

#### إيرلندا
حصلت إيرلندا على درجة عالية. 95% من المدارس الابتدائية و57% من المدارس الثانوية الإيرلندية تقوم على أساس الطائفة، على الرغم من أن هذا العدد آخذ في التناقص. يُدعم التعليم في الغالب من قبل المؤسسات والصناديق الكاثوليكية ولكن أيضًا البروتستانتية اليهودية والإسلامية. هناك أيضًا مدارس لغة أيرلندية للآباء الذين يرغبون في تعليم أطفالهم من عن طريق اللغة الوطنية، إذ إن الغالبية العظمى من سكان إيرلندا يتحدثون الإنجليزية. مقارنة بباقي القارة، تتمتع المجموعات التعليمية الدينية بمستويات قوية من الحرية، وتمكنت من إنشاء مدارس تتلقى تمويلًا كبيرًا من الدولة.

#### إيطاليا
حصلت إيطاليا على تقييم متوسط. المدارس الدينية في إيطاليا خاصة، وبإمكانها أن تتقدم بطلب لكي تُعامَل مثل المدارس العامة. إذا حققت ذلك، فستخضع لنفس القواعد المطبقة على المدارس العامة. يمكنها الحصول على التمويل، ولكن معظم الحالات التي نجحت في الحصول على التمويل كانت المدارس الكاثوليكية فقط والتي تديرها الجماعات الكاثوليكية، لكونها الديانة المهيمنة في البلاد.

#### إسبانيا
حصلت اسبانيا على تصنيف متوسط. من الناحية النظرية يحمي دستور إسبانيا الحق في إنشاء مدرسة قائمة على اعتقاد معين. لكن على أرض الواقع، قد تواجه الأقليات مشكل في إنشاء مدارس لها في الغالب بسبب عدم توفر الموارد. أقل من عشر مدارس في عموم البلاد تُعلِّم فعليًا الأقليات الدينية.

#### السويد
حصلت السويد على تصنيف عالٍ. حرية المدارس السويدية الخاصة مساوية لحرية المدارس الحكومية. بينما يمكن للمدارس الدينية اختيار موظفيها أو طلابها، فإن اللوائح الوطنية تنص بوضوح على ما يمكن وما لا يمكن حذفه من التدريس، مثل الجنس. يُسمح بالقواعد المحيطة باللباس أو السلوك إن كانت تتماشى مع القانون العام. ومع ذلك، فإن القدرة على تدريس منهج إسلامي بارز مقيدة، ما يعني أن تصنيف السويد اقترب من النزول إلى متوسط.

## أمريكا الشمالية

### الولايات المتحدة الأمريكية
ما يقارب 17 % من المدارس في الولايات المتحدة هي مدارس مبينة على أساس العقيدة. ومع ذلك، فإن أمريكا لا تقدم للعائلات أي دعم عام لحضور هذه المدارس بشكل دوري.
المدارس الحكومية ملزمة بموجب قوانين الولاية التابعة لها بتعليم طلابها بطريقة علمانية حتى لا تؤيد أي دين معين. ومع ذلك، أصبحت معظم المدارس العامة في الولايات المتحدة أكثر استجابة لمجموعة متنوعة من المتطلبات الغذائية، مثل توفير الخيارات الغذائية الخالية من الجوز أو النباتية، ويُسمح للأطفال بعدم المشاركة في أنشطة لا تتفق عادة مع تعاليمهم الدينية.
ومع ذلك، على الرغم من عدم وجود ضغوط دستورية على حرية الآباء في اختيار طريقة تعليم أبناءهم، فالمجتمع الأمريكي ما يزال يعارض التعليم الديني في بعض الولايات. تضع التقارير الإخبارية السلبية بالإضافة إلى الموقف العام للمواطنين الأميركيين ضغطًا على الآباء لدفعهم إلى إرسال أطفالهم إلى المدارس الدينية الخاصة. على الرغم من أن المدارس الخاصة تعد مصدرًا ممتازًا للتعليم الديني حتى لأولئك الذين لا يتشاركون نفس الآراء ووجهات النظر، إلا أن الالتحاق بمدرسة خاصة قد لا يكون خيارًا مناسبًا.

## أمريكا الجنوبية
تُدعم الحرية الدينية للمدارس عن طريق دساتير العديد من دول أمريكا الجنوبية. في تشيلي، تُوفَّر الأموال للمدارس الحكومية والخاصة ولكافة الأعمار. لا يوجد تعليم غير كاثوليكي في معظم المدارس في هذه المنطقة، في حين ما يزال بعض التمييز الديني يحدث بشكل متكرر في أمريكا الجنوبية، لكن جرى التغلب على القيود القانونية والاجتماعية من خلال مزيج من النفوذ من قبل الفاتيكان، وانتشار البروتستانتية بالإضافة إلى التغييرات الدستورية. ما تزال حرية التعليم لغير معتنقي العقيدة المسيحية قضية تثير الجدل في جميع أنحاء أمريكا الجنوبية.
يسمح البند 15 من ميثاق الحقوق والحريات الدينية في جنوب إفريقيا بمراعاة الشعائر الدينية في المدارس الحكومية أو الخاصة، شريطة امتثالها للقوانين الأخرى.
يوجد دعم قانوني للتعليم الديني المجاني والمفتوح في نظام التعليم العام الأسترالي، لكن تطبيقه على أرض الواقع نادر جدًا. ومع ذلك، هناك أيضًا دعم للطريقة «الطائفية» للتعليم الديني التي أصبحت شائعة منذ القرن التاسع عشر. تتيح هذه الطريقة للكنائس زيارة المدارس لإعطاء دروس دينية فيها. هناك أيضا العديد من المدارس الإسلامية واليهودية في جميع أنحاء البلاد، مع وجود قوي في ولايتي نيو ساوث ويلز وفيكتوريا. توفر الحكومة الأسترالية التمويل للمدارس الخاصة والتي أكثر من نصفها مبنيّ على أساس المعتقد.